# 欧洲E012公路
欧洲E012公路是一条欧洲B等级的道路。虽然它是欧洲公路网的一条公路，但其全线均位于亚洲境内。其西端起点位于哈萨克斯坦阿拉木图（与 欧洲E40公路和 欧洲E125公路相连），途经科克别克、春贾、科克塔尔等城市，跨越霍尔果斯河，最终在东端到达位于中华人民共和国与哈萨克斯坦边境的霍尔果斯口岸（与 312国道和 连霍高速公路相连）。所有车辆到达此处均需要接受边境检查。

## 主经城市及道路

### 主经城市
- ：阿拉木图 - 科克别克（英语：Kokpek） - 春贾 - 科克塔尔（英语：Koktal）
- 中华人民共和国：霍尔果斯口岸

### 主经道路及交汇城市
- 欧洲E40公路、 欧洲E125公路（英语：European route E125）：阿拉木图
- 欧洲E011公路（英语：European route E011）：科克别克（英语：Kokpek）
- 欧洲E013公路（英语：European route E013）：科克塔尔（英语：Koktal）
- 312国道、 连霍高速公路：霍尔果斯口岸